# Квінт Фабій Вібулан (консул 467 року до н. е.)
Квінт Фа́бій Вібула́н (лат. Quintus Fabius Vibulanus; ? — після 449 до н. е.) — військовий та політичний діяч Римської республіки, триразовий консул 467, 465 та 459 року до н. е.

## Життєпис
Походив з патриціанського роду Фабіїв. Син Марка Фабія Вібулана, консула 483 та 480 років до н. е. Єдиний з роду, хто залишився живим після поразки при Кремері у 477 році до н. е.
У 467 році до н. е. його було обрано консулом разом з Тиберієм Емілієм Мамерком. Під час своєї каденції з успіхом воював проти сабінян. Також за його пропозицією утворено римську колонію у місті Анцій.
У 465 році до н. е. вдруге став консулом разом з Титом Квінкцієм Капітоліном Барбатом. Цього разу він завдав поразки еквам. У 462 році до н. е. його було призначено префектом Риму. На цій посаді не дозволив прийняттю законопроєкту народного трибуна Гая Теренція Арса стосовно обмеження влади консулів.
У 459 році до н. е. втретє його було обрано консулом разом з Луцієм Корнелієм Малугіненом Урітіном. Завдав поразки військам вольсків та еквів, відвоювавши Анцій та Тускул. За цю звитягу отримав від сенату тріумф. У 458 році до н. е. вдруге став префектом Риму, завданням якого було організувати оборону міста.
У 450 році до н. е. його було обрано децемвіром разом з Аппієм Клавдієм, Титом Антонієм Мерендою, Квінтом Петілієм Лібоном Візолом, Марком Корнелієм Малугіненом, Луцієм Мінуцієм Есквіліном Авгуріном, Марком Сергієм Есквіліном, Цезоном Дуіллієм Лонгом, Спурієм Оппієм Корніценом, Манієм Рабулеєм. Зухвалість та утиски громадян налаштували плебс та сенаторів проти децемвірів. Цього часу Вібулан вів війну проти еквів та сабінян. Втім військо не бажало воювати за патриція. Тому Фабій зазнав поразок від еквів при Альгіді та сабінян при Ереті. Зрештою владу децемвірів було скасовано.
Після повалення влади децемвірів у 449 році до н. е. за позовом народних трибунів змушений був вирушити у вигнання. Подальша доля його не відома.

## Родина
- Сини:
Марк Фабій Вібулан, консул 442 року до н. е.
Квінт Фабій Вібулан Амбуст, консул 423 року до н. е.
Нумерій Фабій Вібулан, консул 421 року до н. е.
- Онук Квінт Фабій Амбуст, військовий трибун з консульською владою 390 року до н. е.